# Hyperechia nigrita
Hyperechia nigrita är en tvåvingeart som beskrevs av Grunberg 1907. Hyperechia nigrita ingår i släktet Hyperechia och familjen rovflugor. Inga underarter finns listade i Catalogue of Life.